# Karmazynkowate

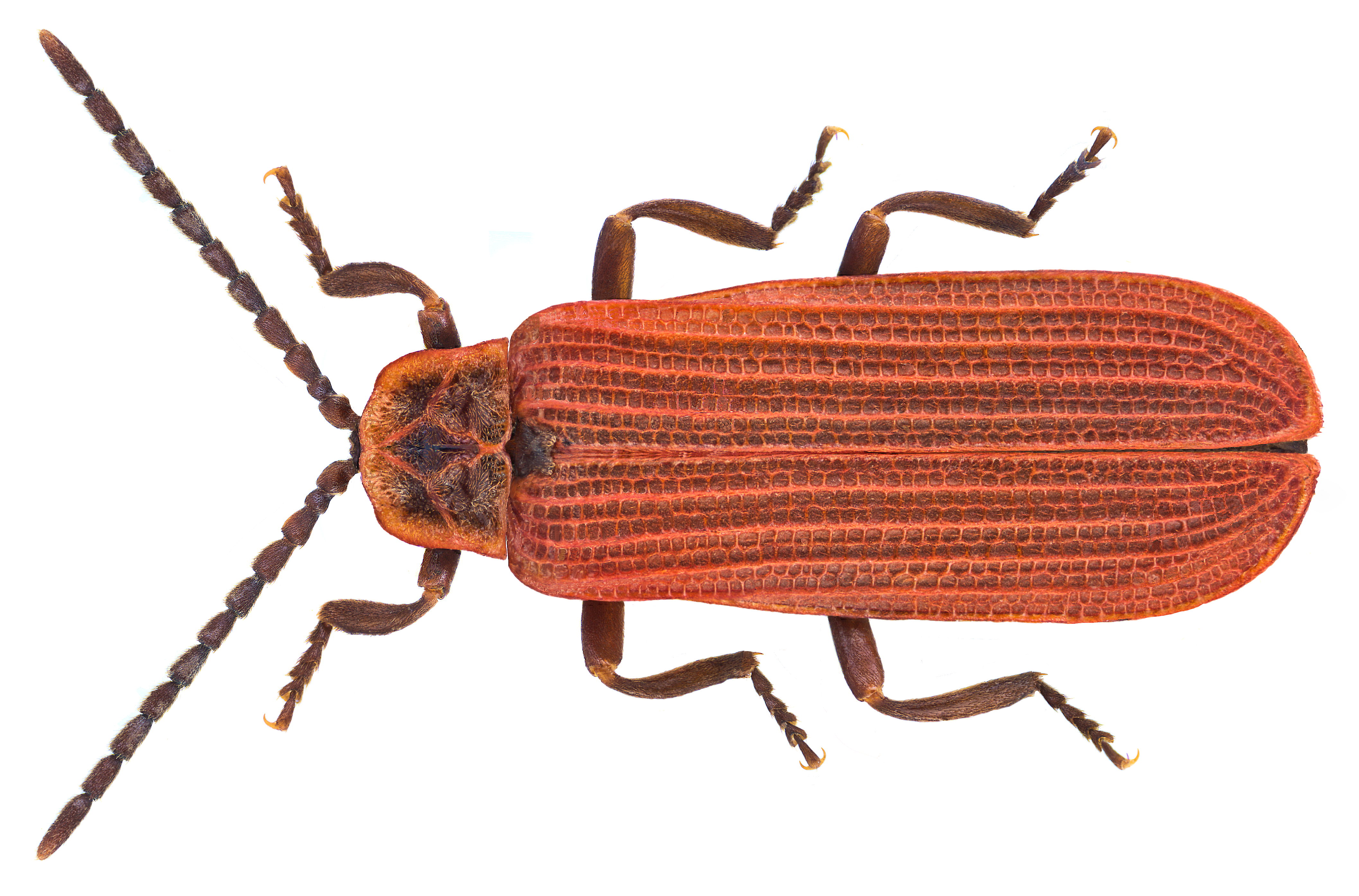
Dictyoptera aurora

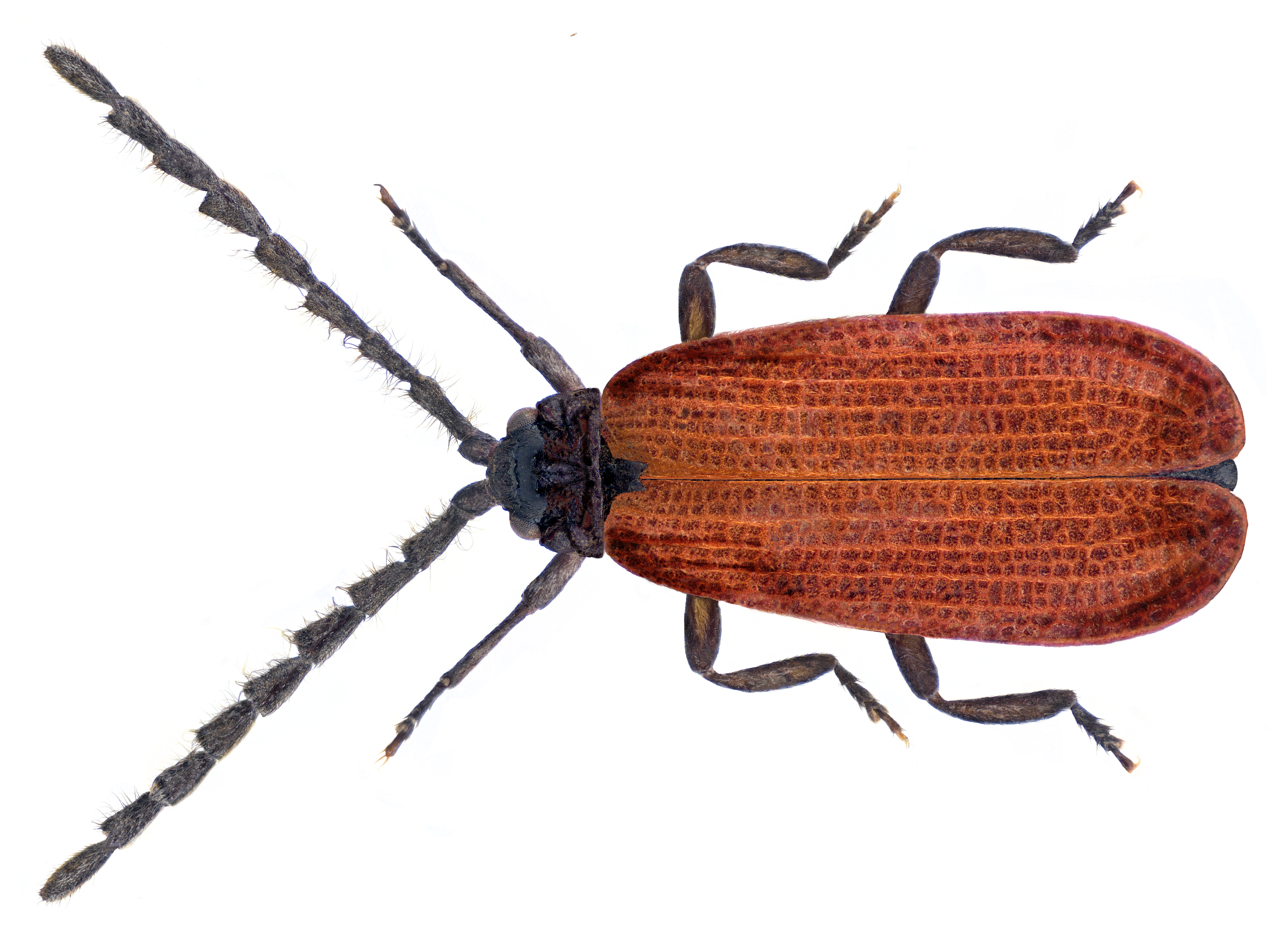
Taphes brevicollis

Karmazynkowate (Lycidae) – rodzina owadów z rzędu chrząszczy. 